# Liste des phares de Géorgie

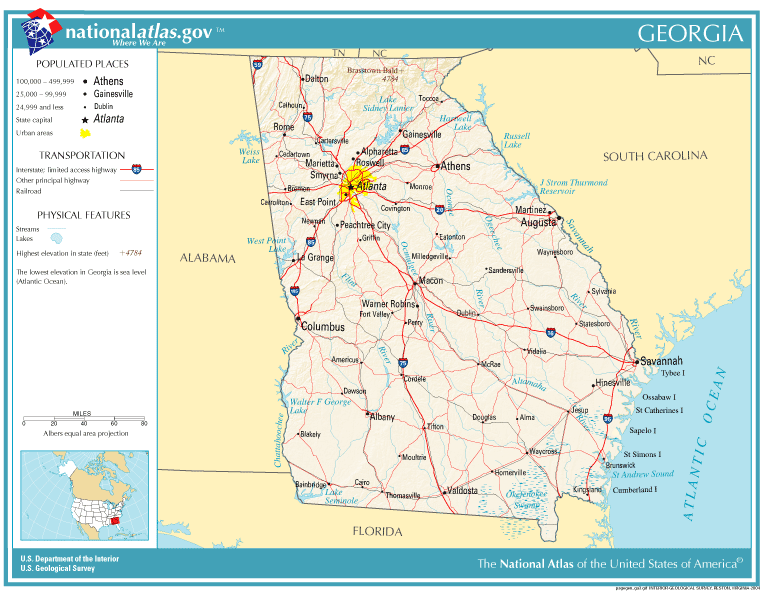
Carte de la Géorgie

La liste des phares en Géorgie dresse la liste des phares de l'État américain de la Géorgie répertoriés par la United States Coast Guard. Située juste au nord de la Floride, la côte atlantique de la Géorgie est relativement courte et compte six phares historiques encore en vie, dont trois en activité
Les aides à la navigation en Géorgie sont gérées par le septième district de l' United States Coast Guard , mais la propriété (et parfois l’exploitation) de phares historiques a été transférée aux autorités et aux organisations de préservation locales et sont répertoriés au Registre national des lieux historiques (*).

## Comté de Chatham

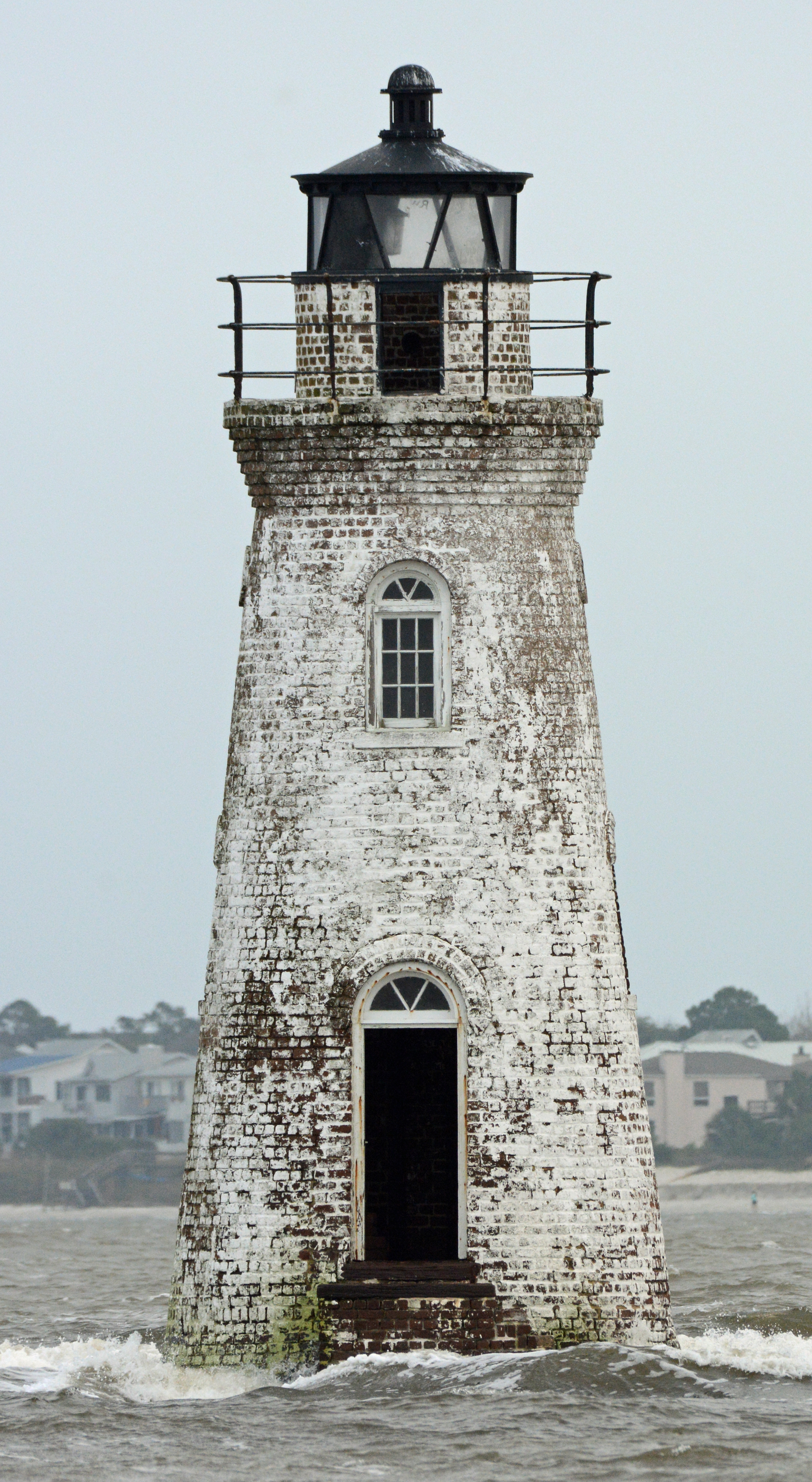
Cockspur Island

- Phare de Old Harbor (Savannah) * (Inactif)
- Phare de Savannah (Détruit)
- Phare arrière de Tybee Island
- Phare avant de Tybee Island (Détruit)
- Phare de Cockspur Island

## Comté de McIntosh
- Phare de Sapelo Island *

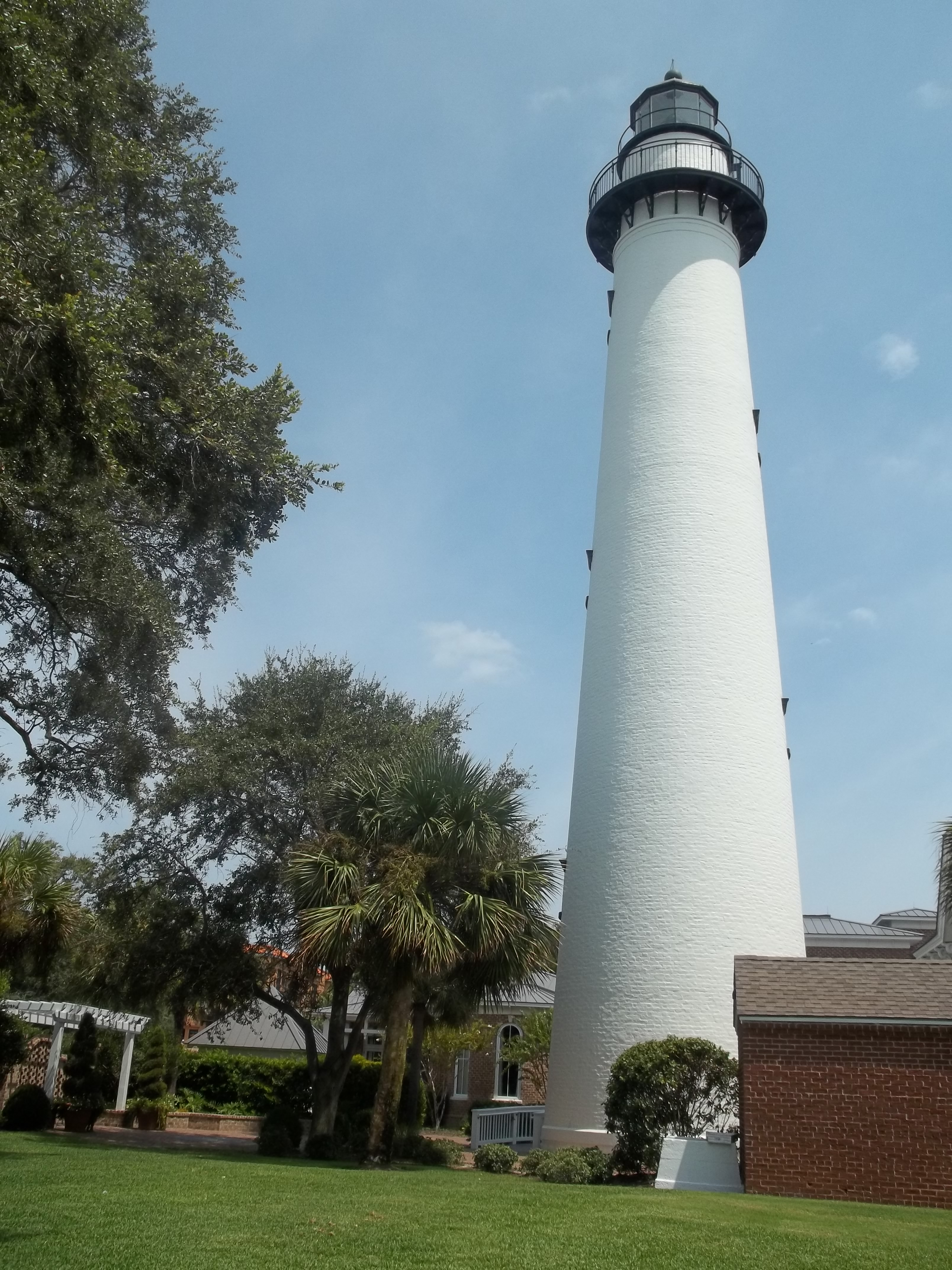
St. Simons Island

- Phare avant de Sapelo Island * (Inactif)

## Comté de Glynn
- Phare de St. Simons Island *

## Comté de Camden
- Phare de Little Cumberland Island *